# Faro de Cayeux
El Faro de Cayeux, también denominado Faro de Brighton, (en francés: Phare de Cayeux o Phare de Brighton) es un faro situado en la localidad de Cayeux-sur-Mer, en el departamento de Somme, Francia, al sur de la entrada de la bahía del Somme. Puesto en funcionamiento en 1770, fue trasladado a una nueva torre en 1835. Ambas torres fueron destruidas en 1944 durante la Segunda Guerra Mundial. El faro actual fue puesto en servicio en 1951.

## Historia
Fue puesto en funcionamiento en 1770 sobre una torre de 9 metros de altura e iluminado por una hoguera alimentada con carbón. En 1797 se le añadió una linterna que alojaba 5 reflectores parabólicos con sus correspondientes lámparas alimentadas con aceite.
En 1835 se construyó una nueva torre al sureste de la anterior. Consistía en un edificio de planta cuadrada en cuyo centro se erguía la torre de 27 metros de altura. Tenía una característica de destellos largos cada cuatro minutos de luz blanca. En 1892 fue instalada una nueva linterna cilíndrica cambiándose su caracaterística a una de ocultaciones cada cuatro segundos. El faro fue destruido por las tropas alemanas durante la Segunda Guerra Mundial en agosto de 1944, al igual que la torre del antiguo faro.
En 1947 se instaló una linterna provisional mientras se construía una nueva torre. El nuevo faro entró en funcionamiento en 1951. Está equipado con una lámpara de 250 w de potencia y una óptica giratoria sobre cubeta de mercurio con una distancia focal de 375 mm.

## Características
El faro consiste en una torre cilíndrica de 32 metros de altura, construida en hormigón armado y ladrillo pintada de blanco y de rojo en su tercio superior. Emite una luz roja con una característica de un destello cada cinco segundos con un alcance nominal de 22 millas náuticas.